# Велли, Жан Луи де
Жан Луи́ де Велли́, Девельи (фр. Jean Louis de Veilly, Velly; 25 мая 1730, Париж — 1804, там же) — французский живописец и рисовальщик, портретист, большую часть своей творческой карьеры проработавший в Российской империи. Один из организаторов Императорской Академии художеств в Санкт-Петербурге, автор портретной галереи деятелей эпох царствований Елизаветы Петровны, Петра III и Екатерины II.

## Ранние годы

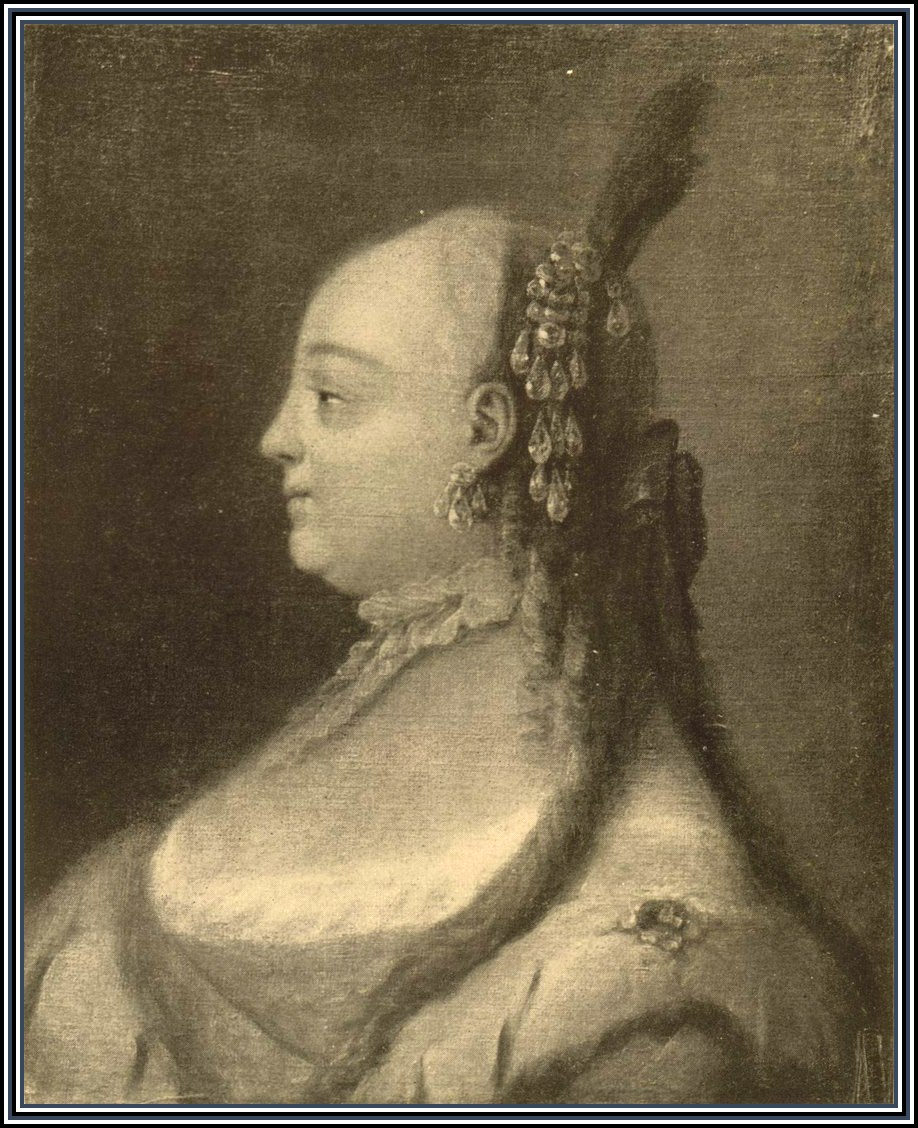
Портрет императрицы Елизаветы. Около 1755
Холст, масло
Находился в Пажеском корпусе, текущее местонахождение неизвестно

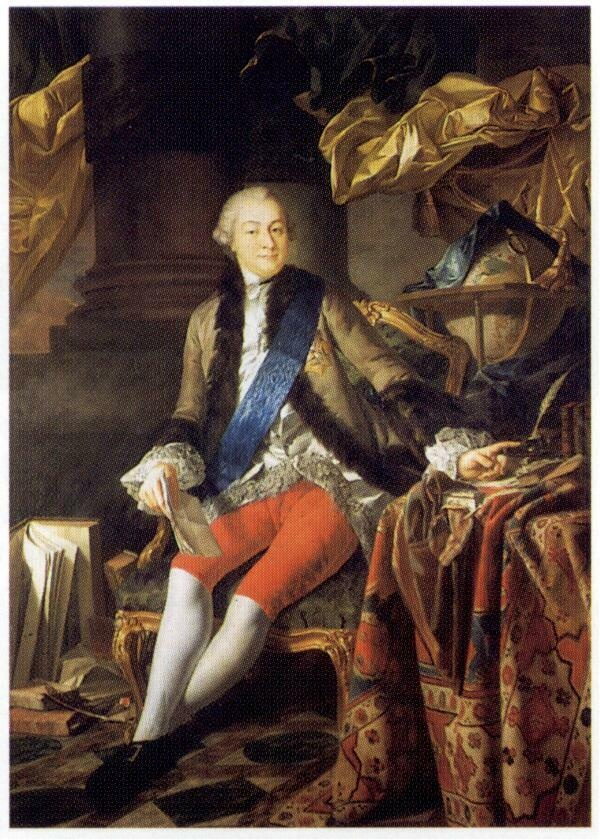
Портрет И. И. Шувалова. 1755—1757
Холст, масло. 217 × 157 см
Русский музей, Санкт-Петербург

Жан Луи де Велли родился в Париже, как считается, 25 мая 1730 года. Получив художественное образование, он специализировался над созданием портретных миниатюр знатных людей. Был также известен и как мастер монументальных росписей. В поисках работы около 1750 года покинул Францию и переехал сначала в Голландию, а затем в Англию.
В 1754 году Жан Луи де Велли приехал в Россию, где нашёл постоянную работу. Его имя было адаптировано и произносилось различно. Художник имел множество псевдонимов, автонимов и вариантов написания, самые распространённые из которых — Иван Иванович Девелли, Иван Людвиг Девелли, (Де Вел-ли, Девеллий, Де Вейлли, Девейи)[стиль].
Первоначально де Велли выполнял заказы влиятельных вельмож и создавал портреты известных русских деятелей.
Около 1755 года он устроился на работу к Ивану Ивановичу Шувалову, который привлёк его и к обучению рисованию учеников, содержавшихся в московском доме сановника.
Его творчество привлекло внимание императорского двора. Выполненные им портреты великой княгини — впоследствии императрицы Екатерины II произвели на последнюю большое впечатление. В результате художник с 1755 года выполнил цикл изображений великой княгини, некоторые из которых послужили оригиналами для последующих гравированных портретов, выполненных в 1765 году Луи-Марен Бонне в карандашной манере по заказу Императорской Академии художеств.
Последние граверные портреты императрицы сопровождались дарственной надписью для цесаревича Павла Петровича.
В марте 1759 году де Велли подписал официальный контракт и был принят на службу Ея императорского Величества.
Перед заключением контракта о поступлении на службу в качестве демонстрации своих художественных способностей им были выполнены и представлены рисунки императрицы и портрет маслом на холсте И. И. Шувалова.

## Императорская Академия художеств
В середине 1750-х годов И. И. Шувалов занялся организацией Императорской Академии художеств; ещё до официального открытия нового учреждения он привлёк де Велли к организаторской работе — в 1759 году де Велли стал преподавателем Академии художеств, временно размещавшейся в особняке Шувалова на Садовой улице Санкт-Петербурга. В том же году умер директор Академии Луи Ле Лоррен, и Жан Луи де Велли временно занял его должность.
Руководство Академией продлилось недолго — Де Велли не проработал и года, когда его сменил Луи Жан-Франсуа Лагрене Старший. Однако за непродолжительное время им были сделаны важные нововведения в методике преподавания Академии. Так, де Велли и скульптор Никола-Франсуа Жилле организовали класс рисования с гипсовых бюстов и скульптур, а через год и первый в России класс рисования с натуры.
Среди учеников Де Велли были выдающиеся деятели екатерининского классицизма: архитекторы Василий Баженов и Иван Старов, живописец Антон Лосенко, гравёры Николай Колпаков и Иван Мерцалов.
Незадолго до смерти Жан Луи де Велли (по разным источникам в 1799 или 1804 г.г.) посетил свою родину, однако, вероятно, вскоре вернулся и умер в 1804, по другим сведениям в 1809 году в Париже или Санкт-Петербурге.

## Творчество
Иван Иванович Девелли (именно это имя и фамилия в русской интерпретации в итоге прижились для Жана Луи в России) был популярен как рисовальщик и живописец-портретист у российской знати. Около 1755 года он выполнил свою первую в России значимую работу — портрет императрицы Елизаветы Петровны. В начале XX века портрет находился в собрании Пажеского корпуса в Санкт-Петербурге. Он неоднократно выставлялся на различных выставках, последний раз — в «Историко-художественной выставке русских портретов» 1905 года; после событий Великой русской революции портрет был утерян.

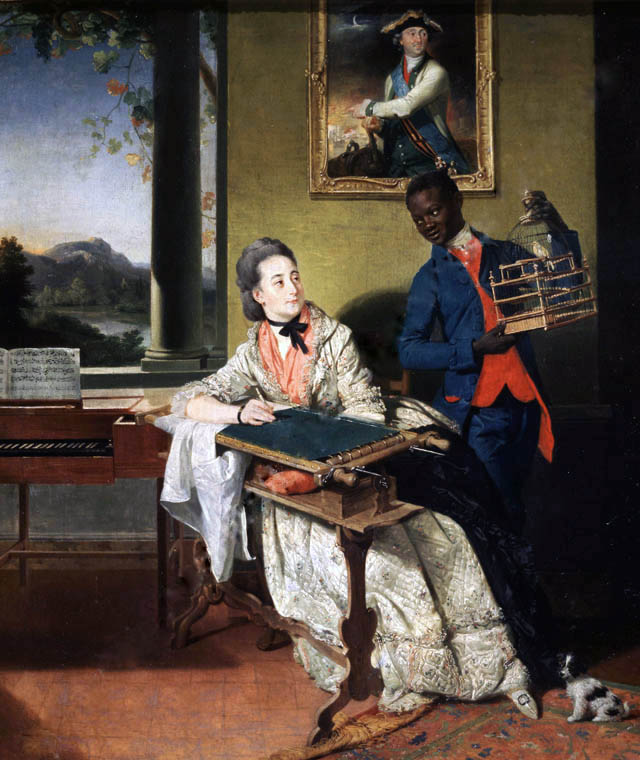
Портрет графини Евдокии Николаевны Орловой-Чесменской (в другой интерпретации — М. С. Бахметевой), Государственная Третьяковская галерея

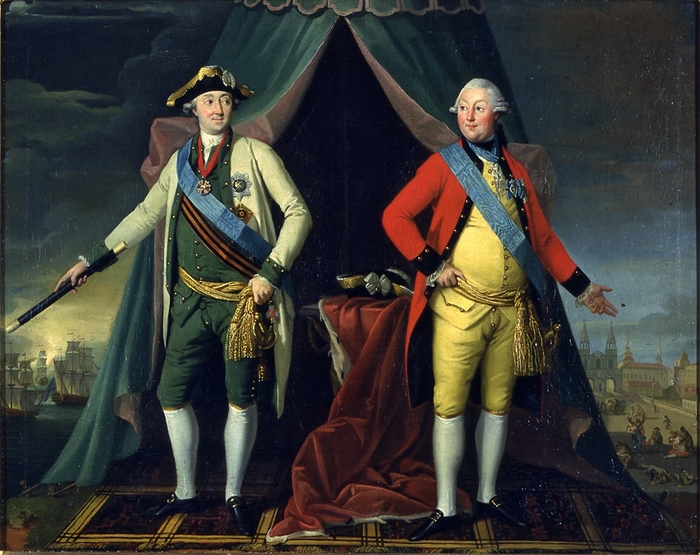
Жан Луи де Велли, Портрет графа Орлова-Чесменского и князя Г. Г. Орлова, 1770-е гг. ГИМ

Среди наиболее известных работ Жана Луи де Велли:
- портрет Марии Семеновны Бахметевой, рождённой кн. Львовой (1766—1839); по другой интерпретации портрет Евдокии Орловой-Чесменской за пяльцами, с прислуживающим арапом[22][23], хранящийся в Государственной Третьяковской галерее. Имена персонажей, изображённых на картине, до настоящего времени остаются спором искусствоведов.
- портрет И. И. Шувалова[8] в Государственном Русском музее.
- портрет светлейшего князя Г. Г. Орлова 1770-х гг. из Государственного исторического музея[24].

Кроме изображений Екатерины II, Жан Луи де Велли выполнил рисунки, ставшие в последующем исходниками для гравюрных портретов многих известных российских деятелей: А. В. Олсуфьева (гравировал А. Я. Радиг), А. Б. Куракина (А. Я. Колпашников), генерал-фельдмаршала Х. А. Миниха, графа Григория Григорьевича Орлова, гравированные художником Е. П. Чемесовым.
В 1764—1765 годах Е. П. Чемесов выполнил и свой собственный граверный портрет по рисунку своего «приятеля» Жана-Луи де Велли, о чём свидетельствует овальная надпись на изображении.
Жан Луи де Велли вместе с итальянским художником Стефано Торелли заслужил доверие императрицы для художественного отображения торжественных мероприятий коронации Екатерины II.
Среди других работ Жана-Луи де Велли архитектурные пейзажи — зарисовки московских достопримечательностей, рисунки на темы древнерусской истории, а также потолочный плафон с изображением китайской церемонии в одном из залов Китайского дворца в г. Ломоносове, о чём свидетельствует А. Н. Бенуа в своих воспоминаниях.
Работы Жана-Луи де Велли хранятся в Государственном Эрмитаже, Государственной Третьяковской галерее, Государственном Русском музее, Румянцевском музее, университетской библиотеке Варшавы и других музеях мира.

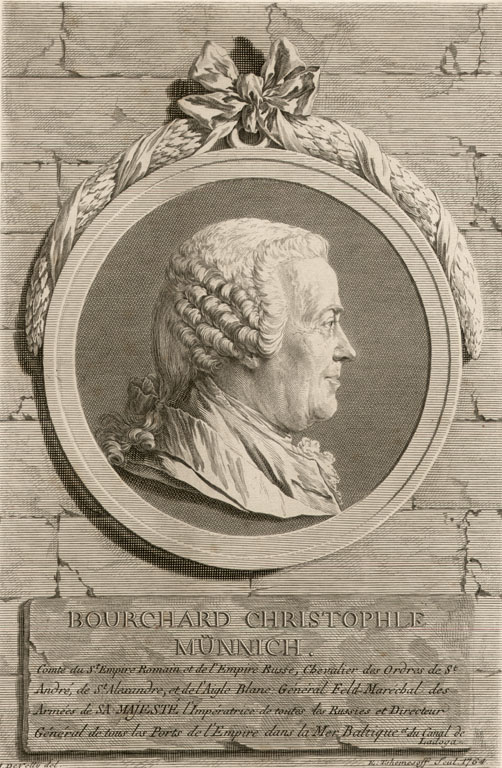
Ж. Л. де Велли, Б. Х. фон Миних, 1764

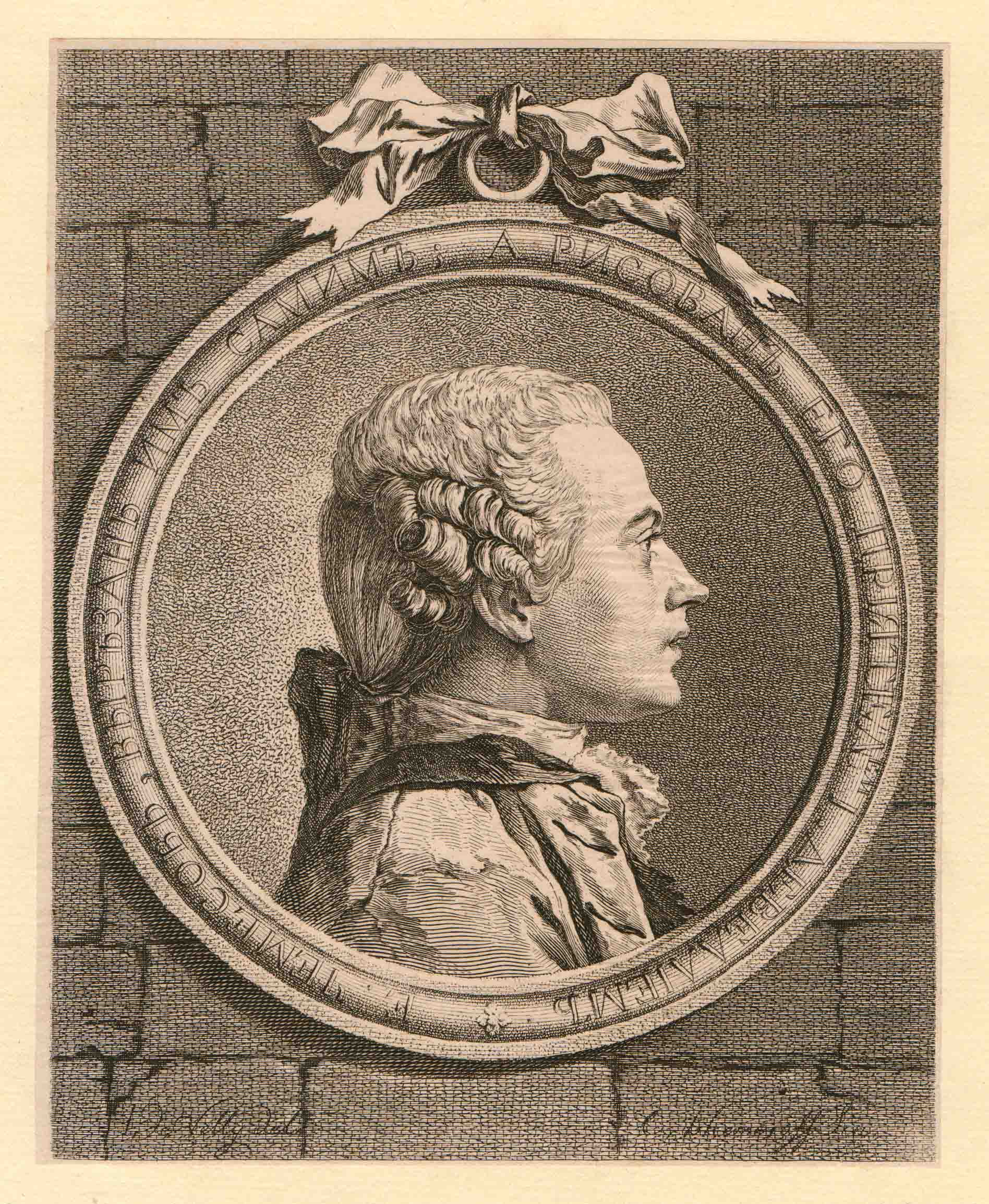
Ж. Л. де Велли, Е. Чемесов, гравер Е. Чемесов Офорт, 1764—1765

## Потомки
Потомство Жан Луи де Велли отслеживается по метрическим книгам вплоть до XX века и теряется после Гражданской войны.
Наиболее известен его сын —  Александр Иванович Девелли — коллежский советник, советник в Пермской казенной палате, с 1817 года председатель пермской Палаты уголовного суда. Александр Иванович Девелли упоминается в повести Александра Герцена «Кто виноват?»

## Интересные факты

### Автопортрет
Существуют разные точки зрения о персонаже, изображённом на автопортрете Жан Луи де Велли, хранящемся в Эрмитаже. Портрет создан около 1759 года. На картине изображён живописец в карнавальном наряде, в берете с пером, отложивший палитру и кисть. Художник указывает зрителю написанный им портрет графа И. И. Шувалова. Однако по мнению М. А. Алексеевой, портрет изображает не самого автора, а его знакомого и коллегу по цеху — П. Ротари в его мастерской.

### Могила проклятой дочери
С потомками Жан Луи де Велли связана легенда, известная как могила проклятой дочери в Перми. В Егошихинском некрополе, основанном ещё в середине XVIII века, имеется необычное захоронение, получившее в народе название могила проклятой дочери. Чугунное надгробие выполнено в виде черепа с пустыми прорезями-глазницами и оскаленным ртом, вокруг которого свернулась змея, кусающая собственный хвост. Об этой легенде писали Михаил Осоргин, Аркадий Гайдар (рассказ «Проклятая дочь»), Авенир Крашенинников (роман «Горюч камень»), Леонид Юзефович (повесть «Клуб „Эсперо“»), Юрий Липатников (эссе «Памятник-гнев»). А. Гайдару не удалось разобрать круговую надгробную надпись. А между тем, необычная, трудно читаемая надпись гробницы гласит: «Пермского исправника Девеллия дочь Таисия от роду 6 лет 11 месяцев скончалась в январе 1807 года». Михаил Осоргин в своих мемуарах предположил, что Девеллий, который является сыном Жана-Луи де Велли, был масоном, а символ на надгробии — уроборос, окольцовывающий маску смерти, подтверждает это. Данная легенда послужила основой бульварному роману «Тайна одной могилы», очень популярному более 100 лет назад.